# Golden League 2004
Golden League 2004 avgjordes med tävlingarna Bislett Games, Golden Gala, Meeting Gaz de France, Weltklasse Zürich, Memorial van Damme och ISTAF. Grenarna som är med på alla sex tävlingarna är 200 meter, 800 meter, 1 500 meter, 400 meter häck, tresteg och diskus för herrar och 100 meter, 400 meter, 1 500 meter, 3 000/5 000 meter, 100 meter häck och höjdhopp för damer.

## Resultat
| Gren    | Bislett Games Bergen    | Golden Gala Rom        | Meeting Gaz de France Paris | Weltklasse Zürich Zürich | Memorial van Damme Bryssel | ISTAF Berlin            |
| 200 m   | Shawn Crawford, USA     | Stéphane Buckland, MRI | Francis Obikwelu, POR       | Bernard Williams, USA    | Frankie Fredericks, NAM    | Asafa Powell, JAM       |
| 800 m   | Jurij Borzakovskij, RUS | Wilson Kipketer, DEN   | William Yiampoy, KEN        | Wilfred Bungei, KEN      | Wilfred Bungei, KEN        | Youssef Saad Kamel, BRN |
| 1 500 m | Bernard Lagat, KEN      | Rashid Ramzi, BRN      | Bernard Lagat, KEN          | Bernard Lagat, KEN       | Timothy Kiptanui, KEN      | Paul Korir, KEN         |
| 400 m h | Felix Sanchez, DOM      | Felix Sanchez, DOM     | Felix Sanchez, DOM          | Felix Sanchez, DOM       | Bayano Kamani, PAN         | Bayano Kamani, PAN      |
| Tresteg | Christian Olsson, SWE   | Christian Olsson, SWE  | Christian Olsson, SWE       | Christian Olsson, SWE    | Christian Olsson, SWE      | Christian Olsson, SWE   |
| Diskus  | Virgilijus Alekna, LTU  | Virgilijus Alekna, LTU | Virgilijus Alekna, LTU      | Robert Fazekas, HUN      | Virgilijus Alekna, LTU     | Virgilijus Alekna, LTU  |

### Damer
| Gren             | Bislett Games Bergen          | Golden Gala Rom               | Meeting Gaz de France Paris   | Weltklasse Zürich Zürich      | Memorial van Damme Bryssel    | ISTAF Berlin                  |
| 100 m            | LaTasha Colander, USA         | Julija Nesterenko, BLR        | Christine Arron, FRA          | Christine Arron, FRA          | Aleen Bailey, JAM             | Debbie Ferguson, BAH          |
| 400 m            | Tonique Williams-Darling, BAH | Tonique Williams-Darling, BAH | Tonique Williams-Darling, BAH | Tonique Williams-Darling, BAH | Tonique Williams-Darling, BAH | Tonique Williams-Darling, BAH |
| 1 500 m          | Irina Lisjtjinska, UKR        | Olga Jegorova, RUS            | Judit Varga, HUN              | Wioletta Janowska, POL        | Tatjana Tomasjova, RUS        | Tatjana Tomasjova, RUS        |
| 3 000 m/ 5 000 m | Elvan Abeylegesse, TUR        | Ejegayehu Dibaba, ETH         | Isabella Ochichi, KEN         | Edith Masai, KEN              | Edith Masai, KEN              | Berhane Adene, ETH            |
| 100 m h          | Gail Devers, USA              | Glory Alozie, ESP             | Perdita Felicien, CAN         | Perdita Felicien, CAN         | Marija Korotejeva, RUS        | Joanna Hayes, USA             |
| Höjdhopp         | Hestrie Cloete, RSA           | Hestrie Cloete, RSA           | Hestrie Cloete, RSA           | Hestrie Cloete, RSA           | Jelena Slesarenko, RUS        | Jelena Slesarenko, RUS        |